# Långnäsets naturreservat
Långnäsets naturreservat är ett naturreservat som omfattar udden Långnäset i sjön Tämnaren i Tierps kommun och Uppsala kommun i Uppsala län.
Området är naturskyddat sedan 1995 och är 124 hektar stort. Reservatet består av en tät skog av ädla lövträd och hassellundar.